# Salze blanc
El salze blanc, salze grec o sàlic (Salix alba) és un arbre de la família de les salicàcies. Els sinònims de l'espècie són Salix alba L. forma chermesina i Salix alba L. var. britzensis. Per a referir-se a la planta en català, se la pot anomenar de diferents maneres: sarga, saule, vimenera, vimera o vimetera.

## Distribució i etimologia
Pel que fa a la distribució, el salze blanc està present a bona part d'Europa, Àsia, al nord d'Àfrica i naturalitzat a Amèrica sobretot a zones humides. També es troba a la Conca Mediterrània. Pel que fa a l'etimologia, és possible que el nom "Salix alba" faci referència a l'àcid de gust salat i una mica amarg que s'extreu d'aquest arbre. Per altra banda, "Sal-lis" en llengua cèltica significa prop de l'aigua.

## Ecologia
Es troba a les zones seques, a les ribes de rius i rierols fins a altituds de 1800 metres aproximadament.

## Descripció
Es tracta d'un arbre de fulla caduca que pot arribar a fer entre 6 i 20 metres. Té una tija llenyosa erecta, prima i estreta de fusta grisosa amb solcs longitudinals profunds. Copa allargada i irregular, constituïda per nombroses branques llargues i flexibles de fusta llisa i castanya, vermellosa o ataronjada, d'on surten ramificacions més o menys penjants amb indument serici i glabre.
Les fulles de 10x1-2,5cm són lanceolades, acuminades, amb marge lleugerament serrat i pèls sedosos al revers. Són discolores, de color verd-blavós per l'anvers i blanquinós pel revers. Tenen el pecíol curt, d'àpex agut, base cuneïforme i nervació pennada. Són seroses i glabrescents. S'insereixen a la branca de manera alterna.
Com tots els arbres de la família de les salicàcies, el salze blanc és dioic. Les seves flors no tenen periant, és a dir, ni pètals ni sèpals. Fa inflorescències en ament disposades sobre un peduncle amb bràctees foliàcies de marge enter; les masculines, de color groc, són més allargades que les femenines, de color verdós, que són més compactes i curtes. La pol·linització és anemòfila.
L'androceu presenta dos nectaris (un exterior i l'altre interior) i dos estams de filaments lliures i pelosos. El gineceu té un nectari, un pistil glabre sèssil o subsèssil, estil reci i estigmes dividits i lleugerament corbats.
El fruit és molt petit i en forma de càpsula ovoide que s'obre per dues valves, entre les quals es deixen anar llavors blanques i d'aspecte plomós.

## Farmacologia
S'utilitzen diverses parts de la planta. Les diferents drogues són l'escorça, les inflorescències, les branques joves, d'entre 2 i 3 anys, i les fulles.
Fent referència a la composició química, tot l'arbre, però sobretot l'escorça, és ric en glucòsids fenòlics 1: salicòsids (6%), salicina (0,1-2%), salicortina (0.01-11%) que per hidròlisi generen alcohol salicílic(1,5-12%). També és ric en flavonoides, present a escorça i fulles. Alguns d'ells són: albina, apigenina, astragalina, etc. Tenen una proporció entre l'1 i el 4%. A més a més, conté tanins condensats (prop de 14% presents a escorça i fulles, també), sals minerals, catequines, entre d'altres. Les inflorescències són riques contenen substàncies astrogèniques, que s'usen per pal·liar els problemes menstruals.
Les seves accions farmacològiques són activitats 2 analgèsica-antiinflamatòria i antipirètic. A més a més, també té propietats astringents degut als tanins, propietats antireumàtiques i actua com a antiagregant plaquetari.
En les fases inicials de la inflamació, els derivats salicilats actuen inhibint la síntesi de prostaglandines per inactivació irreversible de la ciclooxigenasa.
Pel que fa a l'analgèsia, també hi ha una actuació dels derivats salicilats a nivells central i perifèric de l'hipotàlem bloquejant la generació d'impulsos dolorosos, mitjançant el bloqueig de síntesi de prostaglandines conduïda per la inhibició de ciclooxigenases. Les prostaglandines es troben a la pròstata i permeten la contracció de la musculatura llisa.
Es produeix una davallada de la temperatura anormalment elevada en actuar sobre el centre termoregulador de l'hipotàlem i produir vasodilatació perifèrica. Conseqüentment, augmenta la sudoració i per tant, es perd calor.
S'acostuma a utilitzar per pal·liar artritis, dolor osteomuscular, altres processos dolorosos d'origen inflamatori, diarrees, insomni i estats d'hiperexcitació i per evitar un infart de miocardi.
Els seus efectes adversos i/o tòxics són diversos. Hi poden haver molèsties gàstriques degut als derivats salicilats que inhibeixen la síntesi de prostaglandines protectores de la mucosa gàstrica i degut als efectes irritants dels tanins. Es pot patir d'asma, pels efectes broncoconstrictor dels salicilats per inhibició de síntesi de prostaglandina E2. Les alteracions en la coagulació són freqüents, ja que els salicilats són antiagregants plaquetaris i per tant, es podria provocar una hemorràgia. En nens menors de 16 anys amb febre, grip o varicel·la, es podria produir la Síndrome de Reye. A més a més, hi pot haver hipersensibilitat als salicilats. És recomanable no utilitzar-los durant l'embaràs, ja que podria provocar avortaments o parts prematurs ni tampoc durant la lactància perquè podria ser perjudicial per al nadó.
Les interaccions medicamentoses i contraindicacions es produeixen amb naproxèn, que es podria produir un augment de l'aclariment renal fins a un 65%; heparina, anticoagulants orals i plaquetaris, per potenciar els efectes, i risc a hemorràgies; alcohol i barbitúrics: per una sobredosi de salicilats, la toxicitat és elevada i inhibidors de l'anhidrasa carbònica com acetazolamida i diclofenamida.

## Alimentació
És una planta comestible.

## Història
L'ús de l'escorça de salze com antipirètic i analgèsic ve de l'Antiga Grècia, per exemple, per a calmar els dolors del part i per fer disminuir la febre. Es recomanava una cocció de fulles i escorça juntament amb el suc que contenen aquestes parts.
Quant a la Teoria dels Signes, a causa del fet que l'arbre creixia en llocs humits i no calorosos, s'havia d'usar per a tractar temperatures elevades i contra dolors que s'agreugen amb la humitat. Va substituir la quina americana, de sabor molt amargant i de cost elevat, ja que el Salix alba no té un gust tan fort. En l'agricultura tradicional i ecològica, és una de les espècies de salzes més utilitzat per a fer tanques o boscs de ribera amb salze coronadís.
El 1820, el farmacèutic Johann S. Pagenstecher va extreure la salicina. El 1830, el químic Rafael Pira i el 1839, el químic Karl J. Löwig van obtenir l'àcid salicílic. Degut a les molèsties que produïa amb les llagues gastrointestinals, es va començar a investigar algun derivat en el qual es veiessin aquests efectes reduïts: l'àcid acetil salicílic, descrit per primer cop per Charles Fréderic Gerhart el 1853 i estabilitzat posteriorment per Félix Hoffmann i Heinrich Dreser, el 1897. Finalitzades les proves d'investigació, es va veure que era eficaç per tractar processos febrils i malalties articulars. Aquest compost va rebre un nom comercial el 1899, aspirina, A, per acetil i SPIR, per Spiraea ulmaria (la primera planta que es va usar per a la síntesi d'àcid acetilsalicílic), patentat per Bayer. L'èxit que havien aconseguit ràpidament es va veure enfonsat per falsificacions, sintetitzant el compost a partir de fenol i no obtenint-lo de manera natural.
Més endavant, ja a les acaballes del segle xx, el 1971 investigadors britànics desxifren el mecanisme d'actuació de l'àcid. El 1985, des de la Universitat Harvard es descobreixen les propietats antiagregants plaquetàries per a prevenir l'infart de miocardi. El 1997, es veu que pot ser eficaç per a prevenir el càncer de còlon.

## Legislació i Conservació
L'escorça està registrada a la Farmacopea Britànica (BHP 1996), on s'indiquen per a alleugerir els processos inflamatoris. British Herbal Compendium addiciona les altres propietats: analgèsiques, antipirètiques, antireumàtiques i astringent. També està registrada a la Farmacopea Alemanya estant aprovada per la Comissió E i està reconeguda per autoritats sanitàries d'Espanya.

## Observacions
Abans de la Primera Guerra Mundial, Alemanya suspèn el comerç d'aspirina a les Illes Britàniques i el govern decideix oferir una recompensa a qui pogués sintetitzar-la. És guanyada per les Illes Britàniques, les quals treuen la patent a Alemanya. Tot i així, en el futur, els alemanys la tornen a recuperar.
El 1900, Bayer produïa 4,2 tones anuals d'àcid acetil salicílic.
A part de l'ús medicinal de la planta, també és usada en l'elaboració de mobiliari i eines i en l'àmbit de la construcció. A més a més, s'acostuma a utilitzar per a l'elaboració dels pals del joc de criquet.

## Galeria d'imatges

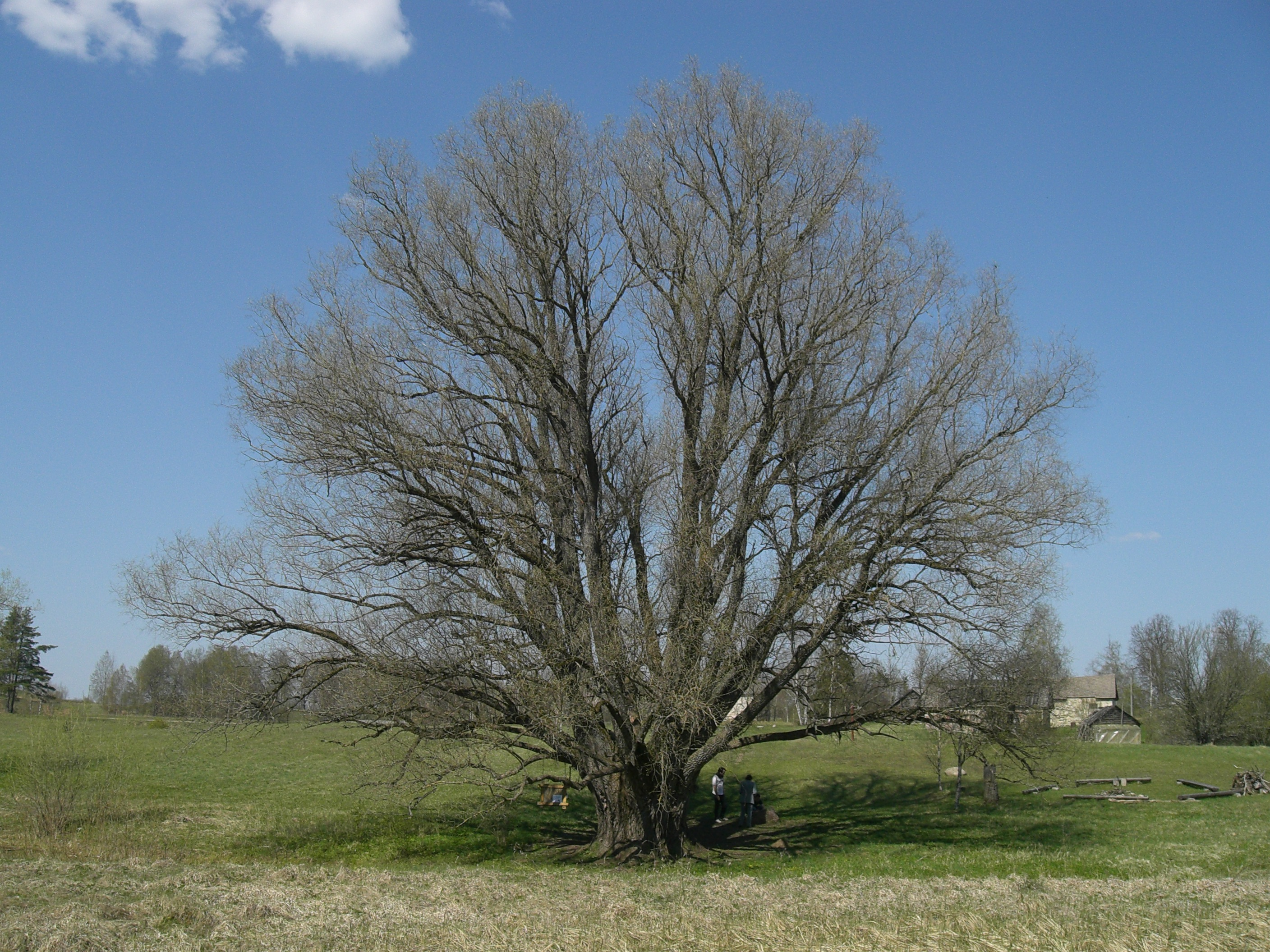
Aspecte general
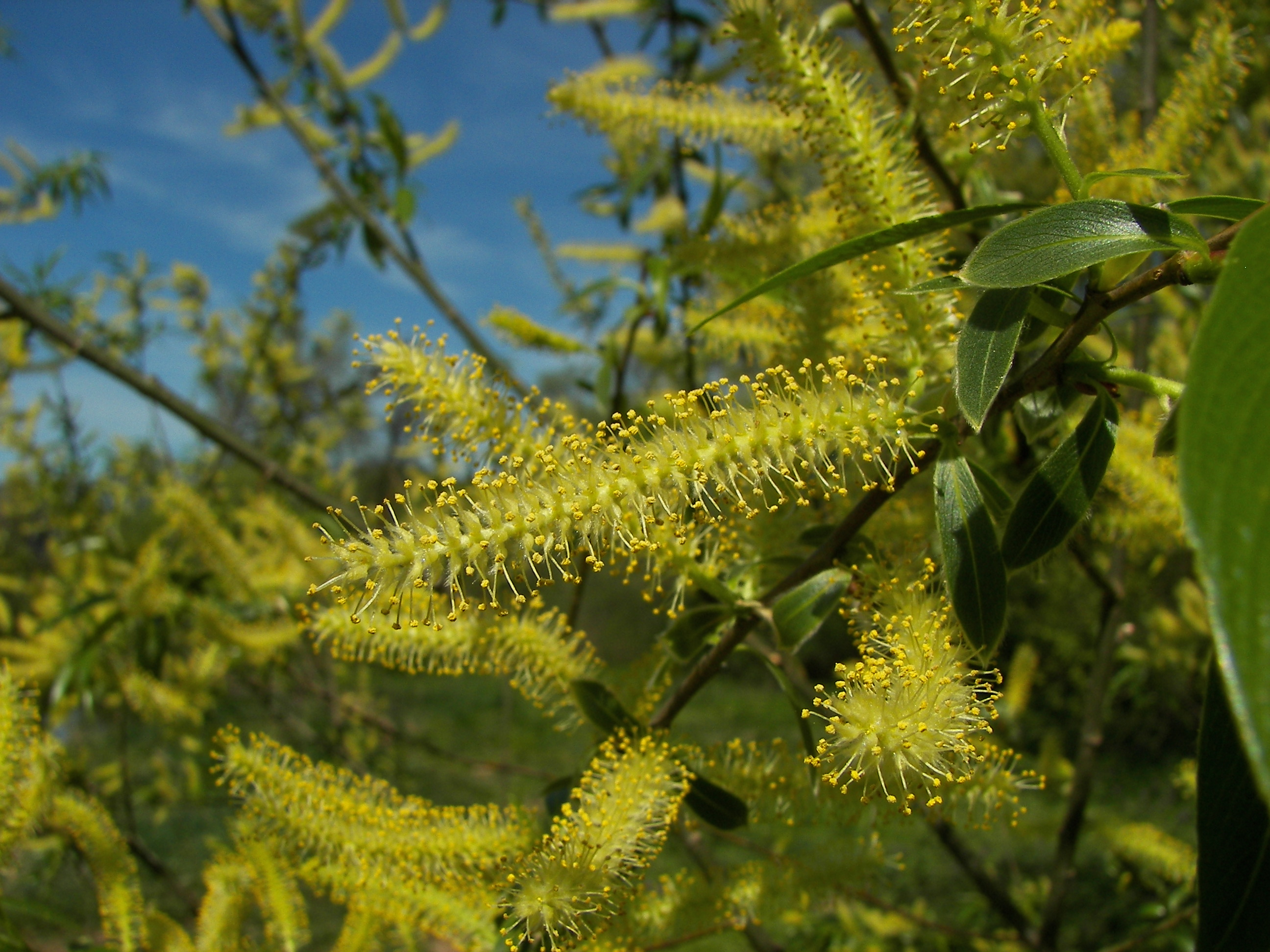
Detall flors
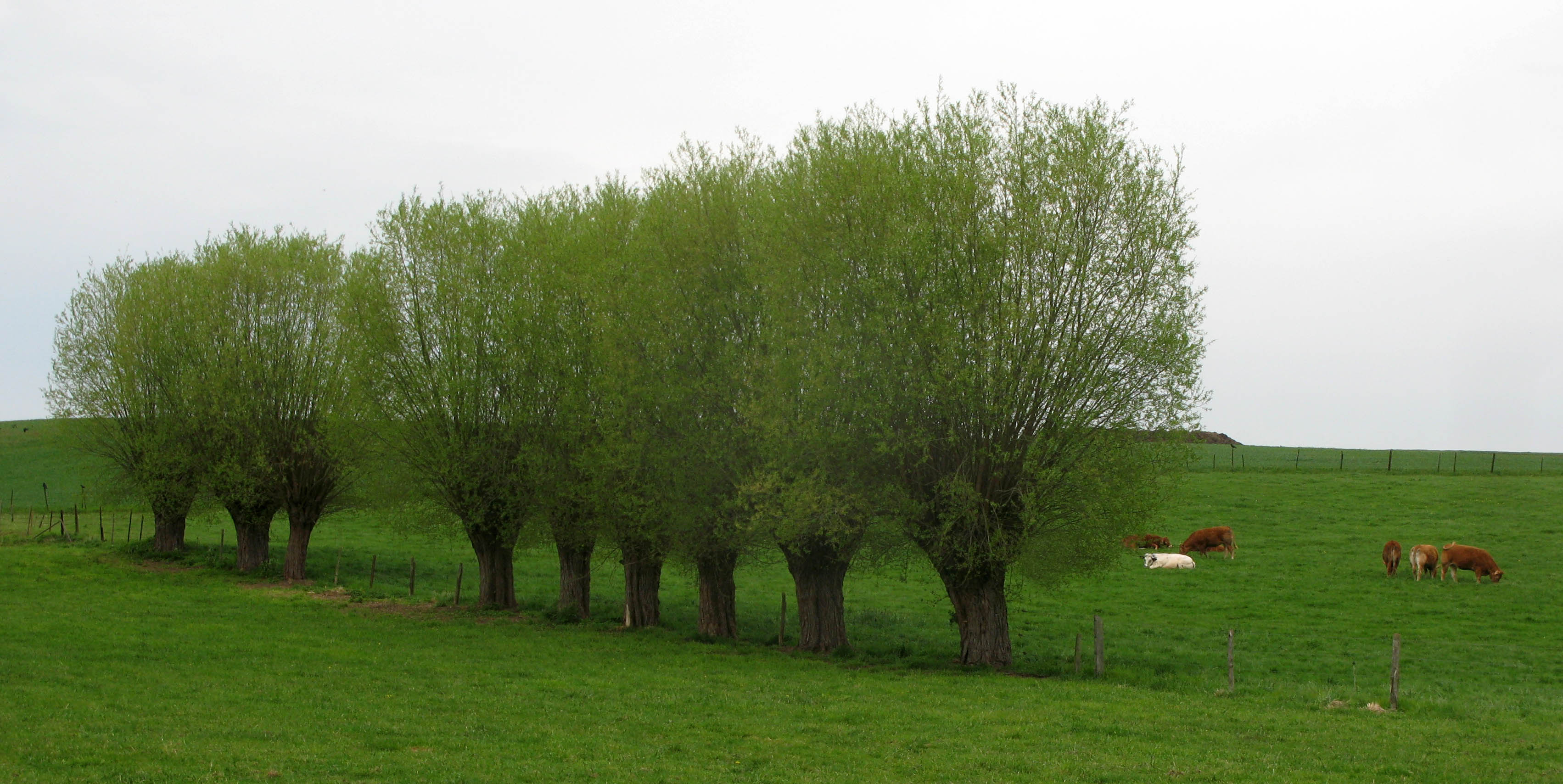
salzes coronadissos a Bèlgica